# Ranking Brasileiro de Ciclismo de Estrada de 2013
O Ranking Brasileiro de Ciclismo de Estrada de 2013 foi a edição de 2013 do ranking formado pelo conjunto de corridas que compõe o calendário nacional de ciclismo de estrada em 2013, organizado pela Confederação Brasileira de Ciclismo (CBC). A competição teve início em 6 de janeiro de 2013, com a Copa América de Ciclismo e terminou em 15 de dezembro com a Volta Ciclística de Natal, totalizando 74 eventos válidos para o ranking.
O vencedor do ranking individual foi Roberto Pinheiro, da equipe Funvic Brasilinvest - São José dos Campos. Pinheiro conquistou 9 vitórias ao longo do ano, sendo com isso o ciclista mais vitorioso do calendário brasileiro em 2013. Ele venceu 4 provas de classe 3: o GP São Paulo Internacional de Ciclismo, a Prova Ciclística São Salvador, o Desafio Ciclístico de Salvador e o GP Genival dos Santos.
Em segundo lugar, ficou Kléber Ramos (Clube DataRo de Ciclismo). O paraíbano conquistou 4 vitórias (uma delas sendo uma vitória de etapa no Torneio de Verão, no qual Ramos também ganhou a classificação geral) e foi o ciclista que liderou o ranking por mais tempo, sendo ultrapassado por Roberto Pinheiro em novembro. Além do Torneio de Verão, Ramos somou pontos vencendo a Copa Cidade Canção de Ciclismo e sendo o 5º colocado (e melhor brasileiro) no Tour do Rio.
O 3º colocado no ranking foi Fabiano Mota, que somou três vitórias no ano, incluindo duas provas de classe 3 (Prova TV Atalaia de Ciclismo e Desafio de Ciclismo Padre José de Anchieta), e chegou a liderar o ranking por mais de uma vez.
O defensor do título, Fabiele Mota, conquistou somente uma vitória no ano, mas foi constante em diversas provas e alcançou a 4ª colocação no ranking individual.
No ranking por equipes, a São Francisco Saúde - Açúcar Caravelas - Gold Meat - Ribeirão Preto defendeu o título de 2012 e sagrou-se bicampeã da competição. A equipe arrancou na pontuação nos últimos meses do ano, alcançando a liderança após a Prova Governador Dix-Sept Rosado (a qual venceu com Nilceu dos Santos). A equipe também colocou 3 ciclistas entre os 10 primeiros do ranking individual. Em segundo lugar ficou a FW Engenharia - Amazonas Bike - Aços Mil - Prefeitura de Madalena, que liderou o ranking por boa parte do ano e também colocou 3 ciclistas entre os 10 primeiros da classificação individual. Em terceiro, ficou a Funvic Brasilinvest - São José dos Campos, equipe do vencedor individual Roberto Pinheiro.

## Pontuação
Durante a temporada, pontos são concedidos aos mais bem colocados de cada prova. A quantidade de pontos que uma prova distribui depende da classe dessa prova no calendário nacional. São 7 classes diferentes, mas duas são reservadas somente ao Campeonato Brasileiro de Ciclismo de Estrada (CN) e ao Campeonato Brasileiro de Ciclismo Contra-Relógio (CNI). As demais são:
- Classe 1 - Provas por Etapas Internacionais
- Classe 2 - Provas por Etapas Nacionais
- Classe 3 - Provas Clássicas (1 dia)
- Classe 4 - Provas Nacionais (1 dia)
- Classe 5 - Provas de Calendário Estadual

Dentre todas as provas brasileiras de 2013, sete estavam inicialmente inscritas no circuito UCI America Tour, sendo que seis dessas eram provas por etapas, enquanto a Copa América de Ciclismo era a única prova de um dia entre as sete. Entretanto, o Giro do Interior de São Paulo veio  a ser removido do calendário da UCI e rebaixado à categoria 2 no calendário nacional; a Volta de Gravataí e a Volta do Paraná foram canceladas; o Tour de Santa Catarina também foi removido do America Tour, mas foi realizado; e a Volta de São Paulo foi transferida para fevereiro de 2014. Desse modo, das sete provas inicialmente inscritas no UCI America Tour, somente duas foram realizadas dentro desse circuito: o Tour do Rio (única prova de classe 1 realizada) e a Copa América de Ciclismo (classe 3).

## Calendário
O calendário nacional de ciclismo de estrada de 2013 foi composto pelas seguintes provas (em amarelo, provas que estiveram inscritas no calendário e foram realizadas, mas acabaram por não distribuir pontos para o ranking brasileiro):

## Classificação

### Equipes
|    | Equipe                                    | Pontos |
| -- | ----------------------------------------- | ------ |
| 1  | São Francisco Saúde - Ribeirão Preto      | 2460   |
| 2  | FW Engenharia - Prefeitura de Madalena    | 2070   |
| 3  | Funvic Brasilinvest - São José dos Campos | 2052   |
| 4  | Clube DataRo de Ciclismo                  | 1394   |
| 5  | Ironage                                   | 886    |
| 6  | São Lucas Saúde - Giant - Americana       | 646    |
| 7  | GRCE Memorial - Prefeitura de Santos      | 344    |
| 8  | Suzano - DSW Automotive - Ciclo Mania     | 339    |
| 9  | Print Bike em Ação - Paragominas          | 325    |
| 10 | Equipe HC3 Sport - Bioecons - Alfatec     | 320    |

## Evolução dos Líderes
| Evento                                           | Classe | Líder individual        | Líder por equipes                         |
| ------------------------------------------------ | ------ | ----------------------- | ----------------------------------------- |
| Copa América de Ciclismo                         | 3      | Nilceu dos Santos       | Funvic Brasilinvest - São José dos Campos |
| Corrida Antonio Assmar-TV Amapá                  | 3      | Daniel Souza dos Santos | Funvic Brasilinvest - São José dos Campos |
| Torneio de Verão de Ciclismo                     | 2      | Kléber Ramos            | Clube DataRo de Ciclismo                  |
| Corrida Cidade Macapá                            | 3      | Kléber Ramos            | Clube DataRo de Ciclismo                  |
| Copa da República de Ciclismo                    | 3      | Kléber Ramos            | Clube DataRo de Ciclismo                  |
| Giro do Interior de São Paulo                    | 2      | Kléber Ramos            | Clube DataRo de Ciclismo                  |
| Prova TV Atalaia de Ciclismo                     | 3      | Kléber Ramos            | Clube DataRo de Ciclismo                  |
| Prova Ciclística 1º de Maio                      | 3      | Eloi Gonzaga de Morais  | Funvic Brasilinvest - São José dos Campos |
| Copa Hans Fischer                                | 3      | Kléber Ramos            | Clube DataRo de Ciclismo                  |
| Copa Cidade Canção de Ciclismo                   | 3      | Kléber Ramos            | Funvic Brasilinvest - São José dos Campos |
| Desafio de Ciclismo Padre José de Anchieta       | 3      | Fabiano Mota            | FW Engenharia - Prefeitura de Madalena    |
| Volta Ciclística do Pará                         | 2      | Fabiano Mota            | FW Engenharia - Prefeitura de Madalena    |
| Campeonato Brasileiro de Ciclismo Contra-Relógio | CNI    | Fabiano Mota            | FW Engenharia - Prefeitura de Madalena    |
| Campeonato Brasileiro de Ciclismo de Estrada     | CN     | Rodrigo Nascimento      | FW Engenharia - Prefeitura de Madalena    |
| GP São Paulo Internacional de Ciclismo           | 3      | João Marcelo Gaspar     | Funvic Brasilinvest - São José dos Campos |
| GP Bahia de Ciclismo                             | 3      | Fabiano Mota            | FW Engenharia - Prefeitura de Madalena    |
| Corrida Ciclística Macapá Verão                  | 3      | Fabiano Mota            | FW Engenharia - Prefeitura de Madalena    |
| Prova Ciclística São Salvador                    | 3      | Fabiano Mota            | FW Engenharia - Prefeitura de Madalena    |
| GP Cidade Morena                                 | 3      | Kléber Ramos            | FW Engenharia - Prefeitura de Madalena    |
| Tour do Rio                                      | 1      | Kléber Ramos            | FW Engenharia - Prefeitura de Madalena    |
| Volta Ciclística do Grande ABCD                  | 3      | Kléber Ramos            | FW Engenharia - Prefeitura de Madalena    |
| Volta Ciclística de Roraima                      | 2      | Kléber Ramos            | FW Engenharia - Prefeitura de Madalena    |
| Prova Governador Dix-Sept Rosado                 | 3      | Kléber Ramos            | São Francisco Saúde - Ribeirão Preto      |
| Prova Ciclística Coronel Fontoura                | 3      | Kléber Ramos            | São Francisco Saúde - Ribeirão Preto      |
| Desafio das Américas de Ciclismo                 | 2      | Kléber Ramos            | São Francisco Saúde - Ribeirão Preto      |
| 100 km de Brasília                               | 3      | Kléber Ramos            | São Francisco Saúde - Ribeirão Preto      |
| Desafio Ciclístico de Salvador                   | 3      | Roberto Pinheiro        | São Francisco Saúde - Ribeirão Preto      |
| Copa Light de Ciclismo                           | 3      | Roberto Pinheiro        | São Francisco Saúde - Ribeirão Preto      |
| GP Genival dos Santos                            | 3      | Roberto Pinheiro        | São Francisco Saúde - Ribeirão Preto      |
| Final                                            | Final  | Roberto Pinheiro        | São Francisco Saúde - Ribeirão Preto      |

## Ligações Externas
- http://www.cbc.esp.br/default/index.php